# مارگیت راینر
مارگیت راینر (انگلیسی: Margrit Rainer; ۹ فوریهٔ ۱۹۱۴ – ۱۰ فوریهٔ ۱۹۸۲) کمدین، مجری رادیو و بازیگر اهل سوئیس بود.